# دختر نانوای مونسو
دختر نانوای مونسو (فرانسوی: La Boulangère de Monceau‎) یک فیلم کوتاه درام به کارگردانی اریک رومر محصول سال ۱۹۶۳ است که نخستین فیلم از سری شش حکایت اخلاقی به‌شمار می‌رود. از بازیگران آن می‌توان به باربت شرودر، میشل ژیراردون، و برتران تاورنیه اشاره کرد.